# Anthony Teuma
Anthony Teuma   (Xagħra, 11 de gener de 1964) és un bisbe catòlic maltès, des del 17 de juny de 2020 serveix com a bisbe de Gozo.

## Biografia
Anthony Teuma va néixer l'11 de gener de 1964 a Xagħra, regió i diòcesi de Gozo, una illa al nord de Malta.

### Formació i ministeri sacerdotal
Després de cursar els estudis secundaris al seminari menor diocesà, sentint madura la seva vocació al sacerdoci, va continuar la seva carrera al seminari major, on va completar els estudis de filosofia i teologia. Durant el mateix període també va treballar com a soldador i electricista a Austràlia, obtenint una llicència en ambdues professions. Més tard va ser enviat a Roma, on es va doctorar en ciències de l'educació per la Universitat Pontifícia Salesiana.
Va rebre l'ordenació sacerdotal el 25 de juny de 1988 per la imposició de les mans de monsenyor Nikol Joseph Cauchi, bisbe de Gozo, que el va ajudar en el seu creixement i va ser com un segon pare per a ell; va ser incardinat als vint-i-quatre anys com a prevere de la mateixa diòcesi.
Després d'una breu estada a la seva terra natal, va tornar a la capital italiana, on va ocupar durant sis anys el càrrec de vicari parroquial de l'església de Sant'Ignazio d'Antiochia. El 1995 va esdevenir pare espiritual del Pontifici Seminari Major Romà, mentre que el 1996 va assumir també els càrrecs de director i assistent espiritual de les comunitats eucarístiques de la diòcesi de Roma.
El 1997 va tornar a Gozo, on va ser rector del seminari major fins al 2007, on ell mateix havia estat estudiant; el mateix any va ser nomenat membre del Col·legi de Consultors i dels Consells Presbiteral i Pastoral, exercint aquestes funcions fins al seu ascens a l'episcopat. Després de passar un any sabàtic a Terra Santa, obtenint la llicència d'estudis bíblics a Jerusalem, l'any 1998 va ser nomenat cap i assistent espiritual de les comunitats eucarístiques de la diòcesi, ocupant el càrrec durant divuit anys.
L'any 2016 va ser nomenat delegat episcopal per a la família i cap de l'Institut de Família Joan Pau II de Gozo ; a més, el mateix any, va obtenir la llicenciatura en ciències, mentre que el 2018 va obtenir un postgrau en psicoteràpia familiar.

### Ministeri Episcopal
El 17 de juny de 2020 el papa Francesc el va nomenar, als cinquanta-sis anys, novè bisbe de Gozo; va succeir a monsenyor Mario Grech, nomenat prosecretari general del Sínode dels Bisbes el 2 d'octubre de 2019. El nomenament va ser anunciat oficialment pel nunci Alessandro D'Errico poc abans de les 12:00 hores, al Santuari de Ta 'Pinu, mentre que antigament aquests anuncis tenien lloc a la basilica di San Giorgio.
En una breu intervenció, monsenyor Teuma ha agraït al seu predecessor, que va governar la diòcesi durant catorze anys, amb l'esperança de poder continuar la seva tasca; a més, va parlar de la necessitat de treballar col·lectivament, preferint utilitzar el pronom personal "nosaltres" en comptes de "jo", perquè confiava en la força de la comunitat. El nou bisbe va rebre les felicitacions de l'arxidiòcesi de Malta, en la persona de l'arquebisbe Charles Scicluna, monsenyor Grech, el primer ministre maltès Robert Abela i el líder de l'oposició Adrian Delia.
Va rebre la consagració episcopal el 21 d'agost següent, a l'església de San Giovanni Battistia a Xeuchia, per la imposició de les mans de monsenyor Grech, ordinari emèrit diocesà, assistit pels co-consagradors monsenyor Charles Scicluna, arquebisbe metropolità de Malta, i Alessandro D'Errico, arquebisbe titular de Carini i nunci apostòlic a Malta. Al final de la litúrgia eucarística, monsenyor Teuma es va dirigir als fidels exhortant-los a viure els valors ensenyats per Jesucrist i comparant la fe amb l'amor de la mare: "Si estimem Jesús però no el mencionem, no serà ofesa. Quan una mare veu els seus fills vivint els seus valors, no es preocuparà ni es preocuparà perquè el nen no diu d'on l'han ensenyat. Jesucrist és el mateix”. A la celebració també han estat presents els bisbes maltesos Joseph Galea-Curmi, bisbe titular de Cebarades i auxiliar de Malta, i Carmelo Zammit, bisbe de Gibraltar, així com el president George William Vella, el primer ministre Abela i altres il·lustres personalitats malteses. Com a lema episcopal, el nou bisbe Teuma va triar Baqa 'miexi dupa, que traduït significa "va caminar amb ells" (Lc 24,15). Va prendre possessió de la diòcesi, a la catedral de Gozo, el 16 de setembre següent.